# Новопокровська сільська рада (Бистроістоцький район)
Новопокро́вська сільська рада (рос. Новопокровский сельский совет) — сільське поселення у складі Бистроістоцького району Алтайського краю Росії.
Адміністративний центр — село Новопокровка.

## Населення
Населення — 882 особи (2019; 989 в 2010, 1191 у 2002).